# Pedro Alliana
Hércules Pedro Lorenzo Alliana Rodríguez, (Pilar, 19 de febrero de 1974) más conocido como Pedro Alliana, es un político, empresario y exbasquetbolista paraguayo. Es el 34.º y actual vicepresidente de la República del Paraguay desde el 15 de agosto de 2023 bajo la presidencia de Santiago Peña.  Anteriormente, fue diputado por Ñeembucú entre 2013 y 2023, y durante ese período, presidió la Cámara Baja entre 2019 y 2022. También fue gobernador de Ñeembucú de 2008 a 2013. Además, fue presidente del Partido Colorado desde 2016 hasta 2023, representando al movimiento Honor Colorado, fundado por Horacio Cartes.
Fue electo vicepresidente del Paraguay tras vencer junto a su compañero de fórmula Santiago Peña en las elecciones generales de 2023.

## Primeros años, familia y formación
Hércules Pedro Lorenzo Alliana Rodríguez nació el 19 de febrero de 1974, en la ciudad de Pilar, ubicada en el departamento de Ñeembucú de Paraguay. Hijo de María Nidia Rodríguez y Héctor Rubén Alliana Báez, ambos regidores departamentales de Ñeembucú. Tiene dos hermanos, Ana Lucía y Rodolfo Alliana Rodríguez; este último, ya fallecido. En 2006, se casó con Fabiana María Souto (n. 1989), con quien tuvo a tres de sus cuatro hijos. La primera hija (Montserrat Alliana) la tuvo de su anterior relación con Nélida Encina Antola. Desde agosto de 2023, Souto es diputada nacional (representando a Ñeembucú), reemplazando a Luis Benítez.
Cursó la primaria en el Colegio Subvencionado Cristo Rey y la secundaria en el Colegio Nacional Italiano Santo Tomás, aunque se llegó a cuestionar sobre si efectivamente culminó la secundaria. Sin embargo, según el registro de títulos del Ministerio de Educación y Ciencias, Alliana posee el título de licenciado en relaciones internacionales por la Universidad Autónoma San Sebastián.
Durante su adolescencia, se dedicó al básquetbol y participó en algunos torneos nacionales. En 1991, formó parte de la selección de básquetbol de Paraguay.
Antes de ejercer la política, era comerciante en su ciudad natal.

## Trayectoria política
Inició su carrera política primero como candidato a gobernador por el Partido Encuentro Nacional en la que perdió contra la ANR al que luego se afilió para postularse por el Partido Colorado (ANR-PC) como candidato a intendente de Pilar en 2006; perdió las elecciones y dos años más tarde, a la edad de 33 años y para las elecciones generales del 2008, se postuló para la gobernación del Departamento de Ñeembucú siendo elegido como gobernador, cargo que ejerció con naturalidad hasta el período correspondiente (2008-2012).

### Cámara de Diputados

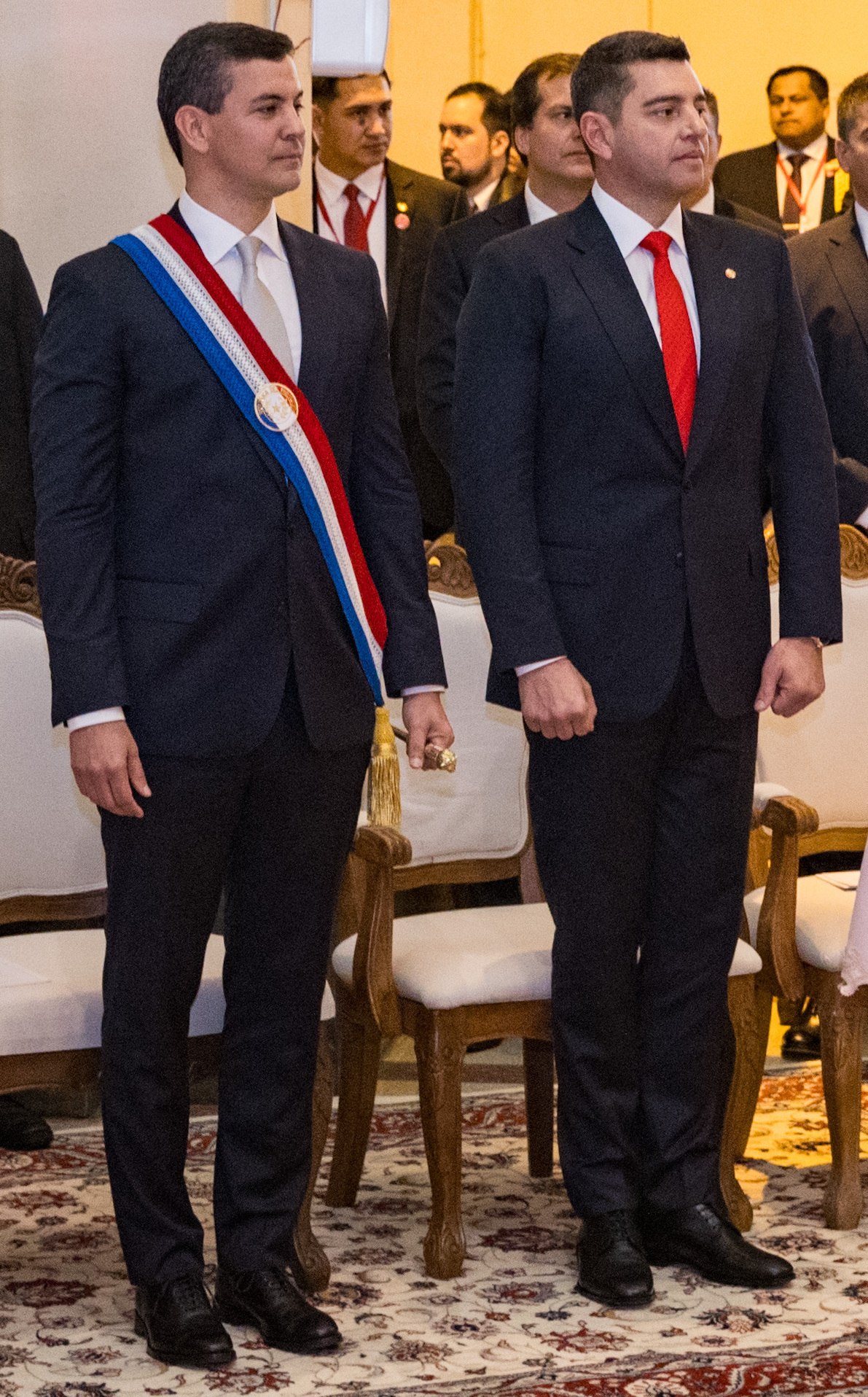
Santiago Peña y Alliana el día de la inauguración de ambos, 15 de agosto de 2023

Para el año siguiente, fue candidato a diputado por el Departamento de Ñeembucú en las elecciones de 2013, candidatura que logró y que más tarde se desempeñó también como presidente de la Cámara de Diputados de Paraguay, desde el 30 de junio de 2017 hasta el 30 de junio de 2018. Luego, tras las elecciones generales de 2018, fue reelecto diputado para el período 2018-2023.  Posteriormente, fue reelecto por segunda vez, el 1 de julio de 2019, como presidente de la Cámara de Diputados de Paraguay.
El 26 de julio de 2015, fue electo como presidente del Partido Colorado (ANR-PC) y reelecto por segunda vez en 2021.

## Controversias
En 2020, fue mencionado junto a Luis Castiglioni, José Alberto Alderete y Javier Zacarías Irún como parte de un grupo denominado por algunos medios como el «nuevo Cuatrinomio de Oro», en referencia al sector de aliados más cercanos a Alfredo Stroessner durante su dictadura y que en 1987 asumió el control del Partido Colorado. La comparación fue utilizada por el periodista Bernardo Neri Farina para describir una eventual concentración de poder dentro del partido, en analogía con prácticas internas del pasado.

### Nepotismo
Alliana fue señalado por presunto nepotismo debido a la presencia de varios familiares en cargos dentro del sector público paraguayo. Las críticas se agravaron tras la revelación de que su hija, Montserrat Alliana, había sido contratada en la Cámara de Diputados de Paraguay sin contar con un título académico registrado, con un salario de 18 millones de guaraníes mensuales. Montserrat ingresó en septiembre de 2023 para desempeñarse en una oficina de coordinación. La controversia se intensificó y alcanzó gran difusión luego de que, en varias ocasiones, evitara responder a los medios de comunicación sobre sus funciones y su horario de trabajo.
Otras personas vinculadas a Alliana que ocupan cargos públicos incluyen a su esposa, Fabiana Souto Ortiz, quien se desempeña como diputada con un salario de 33 millones de guaraníes; su exesposa, Nélida Noemí Encina Antola, jefa de departamento en la Corte Suprema de Justicia de Paraguay con un salario de 10 millones de guaraníes; su cuñado, Rodrigo Daniel Souto Ortiz, director en la Vicepresidencia de la República con un salario de 20 millones de guaraníes; su primo, Ricardo Rodrigo Torres Alliana, funcionario de la Entidad Binacional Yacyretá (EBY) con un ingreso de 68 millones de guaraníes entre sueldo y beneficios; y su primo Carlos Zarza Alliana, también funcionario de la EBY, con un salario de 15 millones de guaraníes. Debido a esta concentración de familiares en cargos públicos, medios como ABC Color han utilizado el término «clan Alliana» para referirse a esta situación, y a Pedro Alliana se le ha calificado como «nepopadre».
En el marco de las investigaciones, ABC Color reveló que varios integrantes del «clan Alliana» obtuvieron sus títulos en la misma carrera (licenciatura en relaciones internacionales) y universidad (Universidad Autónoma San Sebastián) que Pedro Alliana. Según el periódico, esta universidad está «aliada al cartismo», y que esto se puede evidenciar en su «constante apoyo a Pedro Alliana» expresado en sus publicaciones en redes sociales.
Las acusaciones llevaron a que Alliana, su hija Montserrat y el presidente de la Cámara de Diputados, Raúl Latorre, se pusieran a disposición del Ministerio Público. Su abogado, Pedro Ovelar, declaró que los hechos no constituían delitos y que las denuncias tenían motivaciones políticas.
Alliana negó haber influido en el nombramiento de su hija y sostuvo que otros familiares suyos ingresaron al sector público mediante concursos. No obstante, la Fiscalía abrió una investigación para determinar si existió nepotismo en estos casos.